# Milan Dvořák
Milan Dvořák (Praga, 19 de novembro de 1934 - 21 de julho de 2022) foi um ex-futebolista checo, que atuava como defensor.

## Carreira
Milan Dvořák fez parte do elenco da Seleção Tchecoslovaca de Futebol que disputou a Copa do Mundo de 1958.

## Ligações Externas
- Perfil em FIFA.com (em inglês)